# Escaleras de San Bartolomé
Las escaleras de San Bartolomé son una vía pública de la ciudad española de Vitoria.

## Descripción

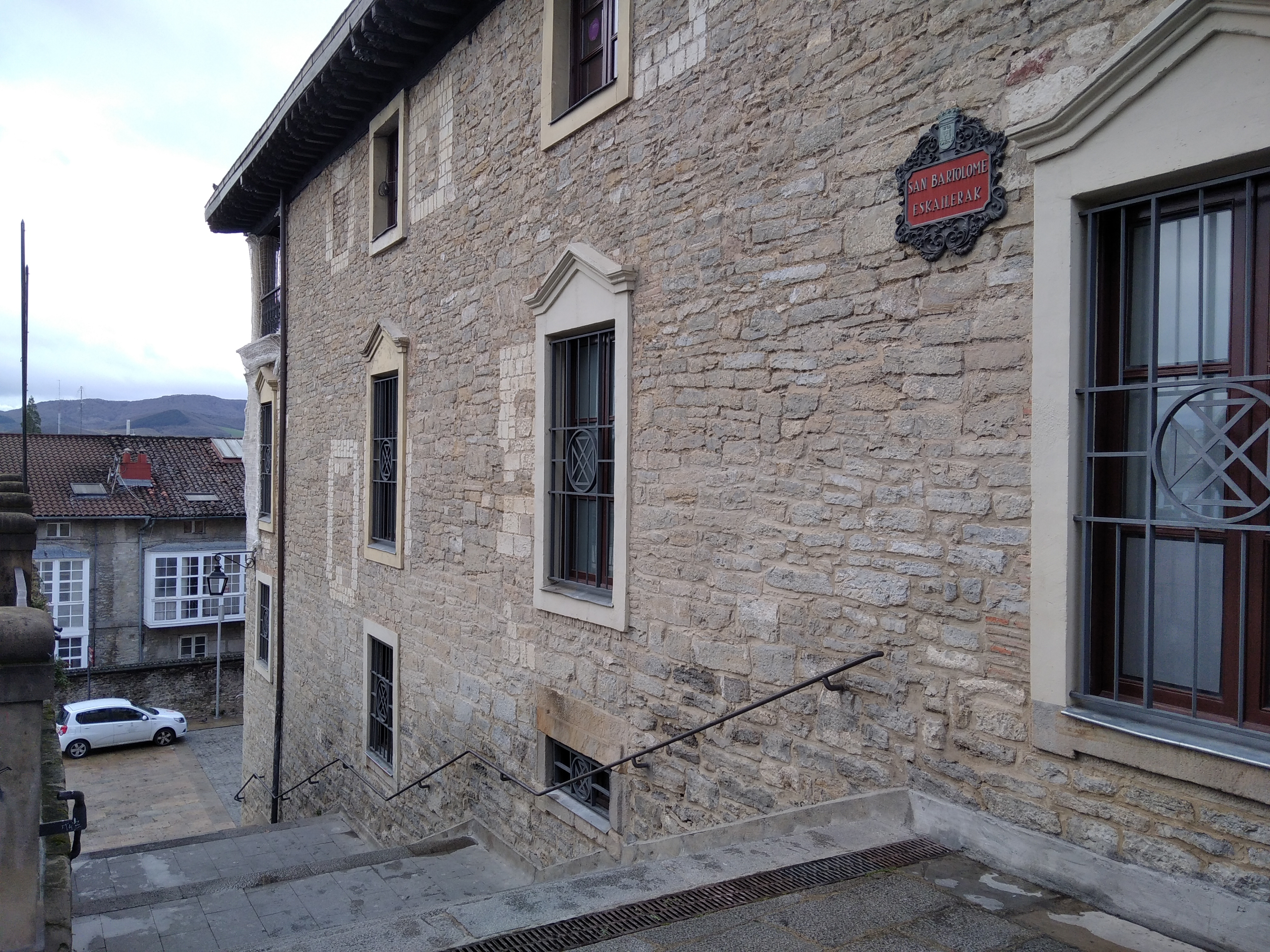
Las escaleras, vistas desde arriba

Las escaleras, que recibieron su título en octubre de 1887, conectan la plaza del Machete con la de Villa Suso. Una de las fachadas del palacio de ese nombre da a ellas. Fueron uno de los portales de acceso a la ciudad. Aparecen descritas en la Guía de Vitoria (1901) de José Colá y Goiti con las siguientes palabras:

Escalera de San Bartolomé.—Se le dió este título, nombre primitivo, en 12 de octubre de 1887, principiando en la plazuela del Machete y terminando en la de Villasuso.
(Colá y Goiti, 1901, p. 66)